# Валдобиадене
Валдобиа̀дене (на италиански: Valdobbiadene; на венециански: Valdobiàdene) е град и община в Северна Италия, провинция Тревизо, регион Венето. Разположен е на 253 m надморска височина. Населението на общината е 10 527 души (към 2010 г.).